# Шала, Эрнст
Эрнст К. Шала (нем. Ernst K. Schala; 13 июля 1916, Вена — 1977) — австрийский хоккеист на траве, полузащитник. Участник летних Олимпийских игр 1948 и 1952 годов.

## Биография
Эрнст Шала родился 13 июля 1916 года в австро-венгерском городе Вена (сейчас в Австрии).
Играл в хоккей на траве за «Арминен» из Вены.
К 1948 году был рекордсменом сборной Австрии по числу матчей.
В 1948 году вошёл в состав сборной Австрии по хоккею на траве на летних Олимпийских играх в Лондоне, поделившей 7-9-е места. Играл на позиции полузащитника, провёл 3 матча, мячей не забивал. Был знаменосцем сборной Австрии на церемонии открытия Олимпиады.
В 1952 году вошёл в состав сборной Австрии по хоккею на траве на летних Олимпийских играх в Хельсинки, поделившей 7-8-е места. Играл на позиции полузащитника, провёл 4 матча, мячей (по имеющимся данным) не забивал.
Умер в 1977 году.